# Гордан Кичић
Гордан Кичић (Београд, 5. август 1977) српски је позоришни, телевизијски и филмски глумац.

## Биографија
Прву годину средње школе је завршио у Петој београдској гимназији, а потом је школовање наставио у Русији, где се преселио са својим родитељима. У Москви је завршио средњу школу а потом се вратио у Београд где је дипломирао глуму на Факултету драмских уметности. Био је водитељ РТС-овог квиза Луда ноћ заједно са Маријом Вељковић.

## Награде
- „Цар Константин“ на Филмским сусретима за улоге у филмовима Чекај ме ја сигурно нећу доћи и Турнеја 2009,
- „Цар Константин“ на Филмским сусретима за улоге у филмовима „Мала ноћна музика“ и Она воли Звезду 2002,
- Велика повеља за улогу у филму „Наташа“,
- Награда за најбољег глумца у новосадској Арени за улогу у филму „Мала ноћна музика“.
- “Зоранов брк” на Данима Зорана Радмиловића у Зајечару за улогу Самоубице И у представи “Невиност”
- Награда ТВ Новости
- “Зоран Радмиловић” за глумачку бравуру на Фестивалу Стеријино позорје, за улогу Вуфа у представи “Коса”.
- Златна Антена за најуспешнији глумачки пар Нина Јанковић и Гордан Кичић у серији Јагодићи
- Мија Алексић — бити глумац 2020.[2]

## Филмографија
| Год.       | Назив                          | Улога                       |
| ---------- | ------------------------------ | --------------------------- |
| 1990-е     |                                |                             |
| 1996.      | До коске                       | Ерцег                       |
| 1998.      | Бекство (ТВ)                   | Антоан Гришченко            |
| 1998.      | Наталија                       | Марко                       |
| 1999.      | Небеска удица                  | Миша                        |
| 1998—1999. | Породично благо                | студент                     |
| 1999.      | Пропутовање                    |                             |
| 2000-е     |                                |                             |
| 2000.      | Дорћол-Менхетн                 | Рики                        |
| 2000.      | Рат уживо                      | Ђоле                        |
| 2000.      | Механизам                      | Дебели                      |
| 2001.      | Она воли Звезду                | Срба                        |
| 2001.      | Метла без дршке 5              |                             |
| 2002.      | Лавиринт                       | млади Лаки                  |
| 2002.      | Лавиринт (ТВ серија)           | млади Лаки                  |
| 2002.      | Мала ноћна музика              | Цоле                        |
| 2002.      | Лисице                         | Дамир                       |
| 2003.      | Сироти мали хрчки 2010         | студент/нови председник     |
| 2003.      | Казнени простор 2              | ТВ редитељ                  |
| 2003.      | E-Snuff                        |                             |
| 2004.      | Пољупци                        |                             |
| 2004.      | Кад порастем бићу кенгур       | Сумпор                      |
| 2004.      | Лифт                           | Гаги                        |
| 2005.      | Либеро                         | дрогирани                   |
| 2005.      | Потера за срећ(к)ом            | Жиле                        |
| 2006.      | Седам и по                     | Срђан                       |
| 2007.      | Миле против транзиције         | Гордан Кичић                |
| 2008.      | Турнеја                        | Лале                        |
| 2009.      | Последња аудијенција           | млади Никола Пашић          |
| 2009.      | Чекај ме, ја сигурно нећу доћи | Алек                        |
| 2009.      | Оно као љубав                  |                             |
| 2010-е     |                                |                             |
| 2010.      | Сва та равница                 | Бранко Јагодић              |
| 2010.      | Неке друге приче               | Милан                       |
| 2010.      | Ма није он такав               | Инспектор Александар Гаврић |
| 2011.      | Заједно                        | власник кладионице          |
| 2011.      | Бели лавови                    | Груја                       |
| 2011.      | Како су ме украли Немци        | Благоје                     |
| 2012.      | Устаничка улица                | Душан                       |
| 2012.      | Јагодићи (ТВ серија)           | Бранко Јагодић              |
| 2013.      | Отворена врата                 | Глупи Рајко                 |
| 2014.      | Јагодићи: Опроштајни валцер    | Бранко Јагодић              |
| 2015.      | Три полицајца                  | Лука                        |
| 2016.      | Убице мог оца                  | Адвокат Рончевић            |
| 2017—2018. | Војна академија                | познати глумац              |
| 2017—2019. | Сенке над Балканом             | Алимпије Мирић / Калуђер    |
| 2018.      | Патуљци са насловних страна    | Никола                      |
| 2018.      | Intrigo: Death of an Author    | новинар                     |
| 2019.      | Ајвар                          |                             |
| 2019.      | Четири руже                    | Жиле                        |
| 2019.      | Реална прича                   | Вељко Радисављевић          |
| 2019.      | Седра                          |                             |
| 2020-е     |                                |                             |
| 2020.      | Случај породице Бошковић       | Шарло                       |
| 2020—2023. | Мама и тата се играју рата     | Вељко Радисављевић          |
| 2021—2022. | Радио Милева                   | Нинослав Курјачки           |
| 2021.      | Породица                       | Бранислав Ивковић           |
| 2021.      | Јованка Броз и тајне службе    | Александар Ранковић         |
| 2021.      | Није лоше бити човек           | Ранко Бели                  |
| 2022.      | Зборница                       |                             |
| 2022.      | Попадија                       | Владика                     |
| 2023.      | Јужни ветар                    | Којић                       |
| 2023.      | Немирни (ТВ серија)            | Момчило Бановић             |
| 2024.      | V ефекат                       | Владан Видовић              |
| 2024.      | Јорговани                      | редитељ                     |
| 2024.      | Круна (филм)                   |                             |
| 2024.      | Апсурдни експеримент           |                             |